# Як-4

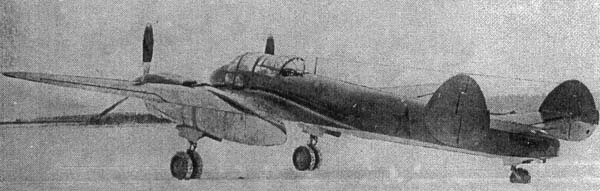
Серийный Як-4

Як-4 — советский лёгкий разведчик-бомбардировщик. Выпущено было 90 штук.

## История
Изначально имел наименование ББ-22, позже был переименован по имени конструктора А. С. Яковлева в Як-4. Выпускался на авиазаводе № 81 в Тушино. Серийное производство продолжалось недолго и закончилось в связи с тем, что руководство ВВС выбрало в качестве основного самолета Пе-2.
В 1940 году выпустили 27 самолетов и 63 в 1941 году (25 в январе, 5 в феврале, 11 в марте и 22 в апреле).
Ведущий инженер НИИ ВВС А. Т. Степанец отмечал, что лётчики оценивали Як-4 крайне негативно.

«Как же Вы приняли на вооружение такой недоработанный самолет?» — возмущенно обступали меня пилоты и штурманы. Чувствую, еще немного — и побьют. Спасло меня то, что я успел объяснить: я ведущий инженер по испытаниям истребителей Яковлева, и никакого отношения к Як-4 не имею.

## Тактико-технические характеристики
Приведённые ниже характеристики соответствуют серийному Як-4:

### Технические характеристики
- Экипаж: 2 человека
- Длина: 10,18 м
- Размах крыла: 14 м
- Площадь крыла: 29,4 м²
- Масса пустого: 4000 кг
- Масса снаряженного: 5845 кг
- Двигатели: 2× жидкостного охлаждения V-12 М-105
- Мощность: 2×1100 л. с.

### Лётные характеристики
- Максимальная скорость: 574 км/ч
- Крейсерская скорость: 545 км/ч
- Практическая дальность: 960-1200 км
- Практический потолок: 9500-10 000 м
- Скороподъёмность: 15,33 м/сек.

### Вооружение
- Пулемётное: 2-3×7,62 мм пулемёт ШКАС
- Бомбовая нагрузка: 400-800 кг

## См.также
- Bloch MB.170
- De Havilland Mosquito
- Як-2
- Як-3
- Як-6